# Enrique Casterá Masiá

Enrique Casterá Masiá (Alcira, 7 de marzo de 1910-Madrid, 9 de marzo de 1983) fue un escultor español.
Trabajó tanto en madera, como modelado, piedra, mármol o bronce. Su obra cuenta con más de doscientas figuras, grupos y trabajos repartidos por el mundo, aunque mayoritariamente en España.
Dedicó gran parte de su arte a la imaginería religiosa, donde destacó en la elaboración de Cristos, Vírgenes y Pasos de Semana Santa.

## Reseña biográfica
Natural de Alzira (Valencia)licenciado en Dibujo por la Escuela Superior de Bellas Artes de Valencia en 1929, Profesor de Modelado en la Escuela de Artes y Oficios del 31 al 44. En 1931 gana el concurso al monumento a Primo de Rivera en Castellon de la Plana, premio de Carteles y ganador del Monumento a Blasco Ibañez.En 1940 fue propuesto para medalla en la Exposición Nacional, donde finalmente obtuvo la Mención Honorífica.Medalla de Plata en Concurso Nacional y premio Extraordinario en Artesanía Nacional. Obras en el Museo de Cerámica y Escultura de Valencia, MUMA de Alzira. Medalla de plata en la VII Exposición Nacional de Estampas de la Pasión, celebrada en 1951. En 1957 fue representante oficial del gremio de escultores de Madrid y Vocal Electivo del primer Consejo Nacional Artesano.
Su estudio estuvo ubicado en Valencia hasta 1950, año en que se trasladó a Madrid tras contraer matrimonio. En la capital continuó su trabajo como escultor y fue elegido en los años 66-67 por el Ministerio de Información y Turismo para la realización de copias exactas de la Dama de Elche y la Fuente de los Leones de Granada, ambas se expusieron en los certámenes de Expotur que se celebraron por entonces en Stuttgart y Brujas. 
Un amplio trabajo en el campo de la imaginería religiosa le llevó a contar con un estudio con más de 15 empleados, donde oficios especializados, como tallistas, doradores etc...se encargaban de terminar las obras de gran dimensión como altares o pasos de Semana Santa. Todo ello hasta 1978, año en que , al decaer los pedidos religiosos y tras oposiciones, volvió a la docencia y obtuvo el puesto de profesor de dibujo, primero en Burgos y posteriormente en Madrid.
Falleció en marzo de 1983 en Madrid.

## Obra

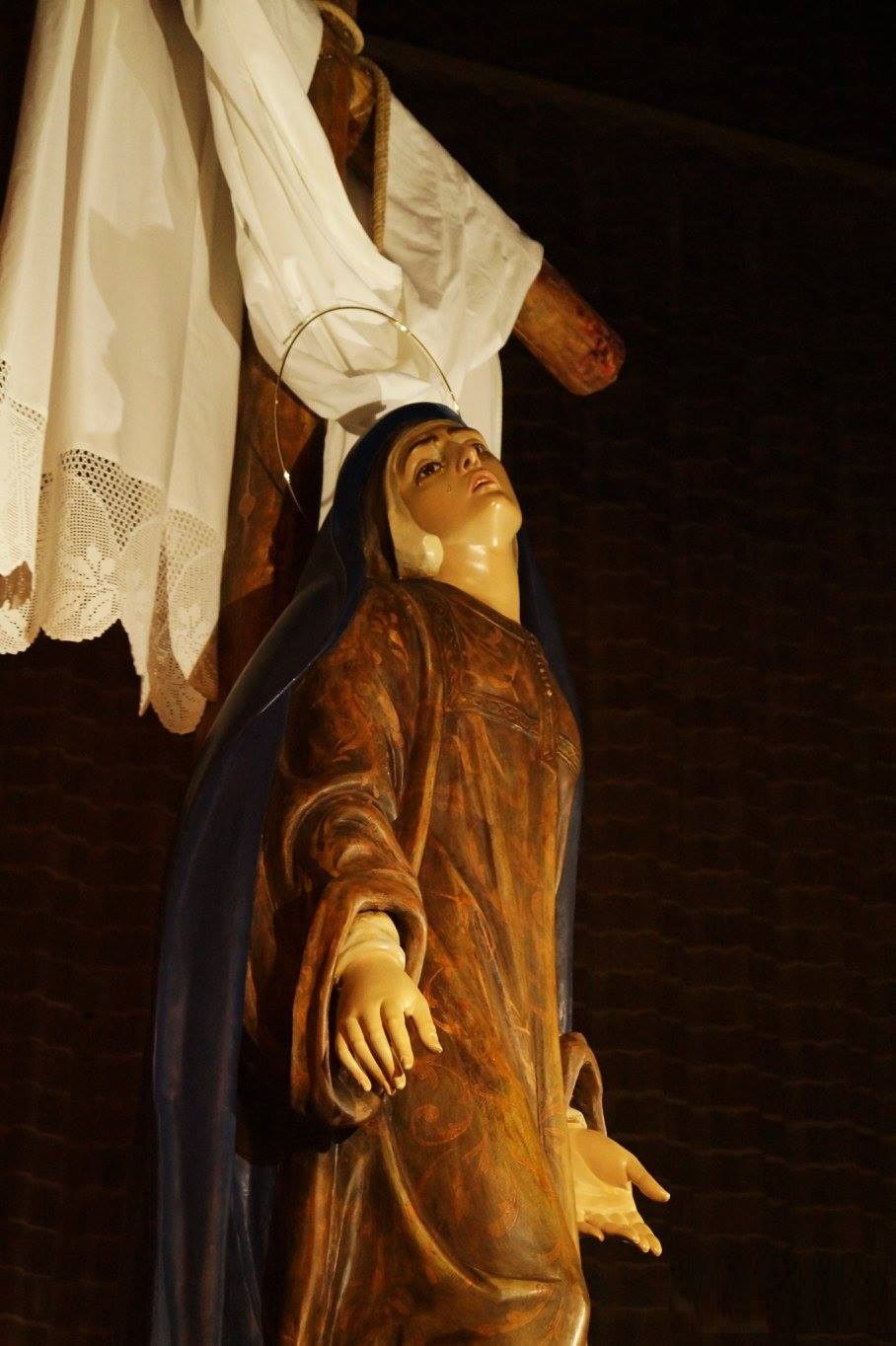
María al Pie de la Cruz, Aspe (1939)

Más de doscientas obras componen el legado artístico de Casterá Masiá. Monumentos en piedra de gran tamaño, obras de imaginería religiosa y bustos y modelados en bronce. Así mismo, realizó altares, retablos, sepulcros y otro tipo de obras de grandes dimensiones.
Algunos, como el Belen Monumental de la Hermandad de los Cruzados de la Fe en Madrid, son reseñables por su magnitud (más de 200 figuras en madera policromada de unos 50 cm altura) 
Su habilidad en la talla de madera le dieron la oportunidad de producir más de 15 imágenes de cristos y otras tantas de vírgenes a lo largo de su vida, además de figuras de santos y otros personajes religiosos. En ellas destaca el minucioso detalle anatómico y las expresiones, algunas distintas a lo usual, como El Cristo Sentado que se encuentra en Cúcuta-Colombia.

### Obra religiosa

#### Albacete
- Entrada triunfal de Jesús en Jerusalén, 1955.

#### Aspe (Alicante)
- María al Pie de la Cruz, 1939.
- Dolorosa, 1940.
- San Juan, 1940.

#### Barbate (Cádiz)
- Cristo del Amor, 1965.

#### Torrent (Valencia)
- Cristo Resucitado, 1947.
- Piedad, 1948.

## Producción del artista
Un conocimiento muy profundo de técnicas y materiales así como gran habilidad para tallar la madera y los detalles anatómicos, son sus señas de identidad.
La prolífica obra del escultor se encuentra diseminada por España, América Latina y Europa. Básicamente centrado en la imaginería religiosa donde destacan pasos e imágenes, aunque al final de sus años se decantó por el estudio del desnudo.